# 藤井次郎
藤井 次郎（ふじい じろう、1937年1月4日 - 2000年3月20日）は、日本の実業家で、マルエツ元社長。

## 来歴
東京都出身。慶應義塾高等学校を経て慶應義塾大学法学部政治学科を卒業する。慶應義塾中等部時代より器械体操部に所属し、国民体育大会体操競技の神奈川県代表に選出され、オリンピック強化選手ともなった。
大学卒業後は日興證券に就職。その後西友に移り、さらに1980年にダイエーに入社した。ダイエーでは1986年にレストラン事業本部長、1988年に関連会社のビクトリア・ステーション・ジャパン代表取締役を経て、1990年にダイエー取締役（のちに常務）となる。
1994年、ダイエーグループの食品スーパーであるマルエツの社長に就任した。
2000年3月20日、肺炎により入院先の病院で死去した。